# Ернст фон Віцендорфф
Ернст фон Віцендорфф (нім. Ernst von Witzendorff; 26 червня 1916, Нойштреліц — 6 лютого 1999, Кірхбаркау) — німецький офіцер-підводник, капітан-лейтенант крігсмаріне, капітан-цур-зее бундесмаріне.

## Біографія
21 вересня 1937 року вступив на флот, служив на торпедних катерах. В квітні 1940 року перейшов у підводний флот і призначений 1-м вахтовим офіцером підводного човна U-62. В листопаді переведений на ще не добудований U-77 для вивчення конструкції човна, а після спуску човна на воду в січні 1941 року призначений 2-м, в грудні — 1-м вахтовим офіцером. З 26 березня 1942 року — командир U-121, з 20 квітня 1942 року — U-46, з травня по 25 жовтня 1942 року — U-101, з 26 листопада 1942 року — U-650, на якому здійснив 1 похід (72 дні в морі), з 14 липня 1943 року — U-267, на якому здійснив 1 похід (55 днів), з 27 листопада 1943 по 30 червня 1944 року — U-650, на якому здійснив 2 походи (79 днів), з 16 січня по 3 травня 1945 року — U-2524, одночасно з квітня по 2 травня 1945 року — U-1007. В останній тиждень війни командував охоронним батальйоном «Деніц». Після війни потрапив в полон. В листопаді 1947 року звільнений.
В 1956 році вступив в бундесмаріне. З січня 1969 по вересень 1972 року — командир навчального вітрильника «Горх Фок II». Пізніше очолив консультаційний відділ Асоціації торгового мореплавства в Гамбурзі.

## Звання
- Морський кадет (21 вересня 1937)
- Лейтенант-цур-зее (1 травня 1940)
- Оберлейтенант-цур-зее (1 квітня 1942)
- Капітан-лейтенант (1 січня 1945)

## Нагороди
- Залізний хрест 2-го класу